# ヘースハイム
ヘースハイム (独: Heßheim)はドイツ連邦共和国 ラインラント＝プファルツ州ライン＝プファルツ郡にある町村。ヘースハイム連合自治体 (独: Verbandsgemeinde Heßheim) の行政庁所在地である。
フランケンタールの西約4kmに位置する。